# 卡迈勒·巴哈杜尔·阿迪卡里

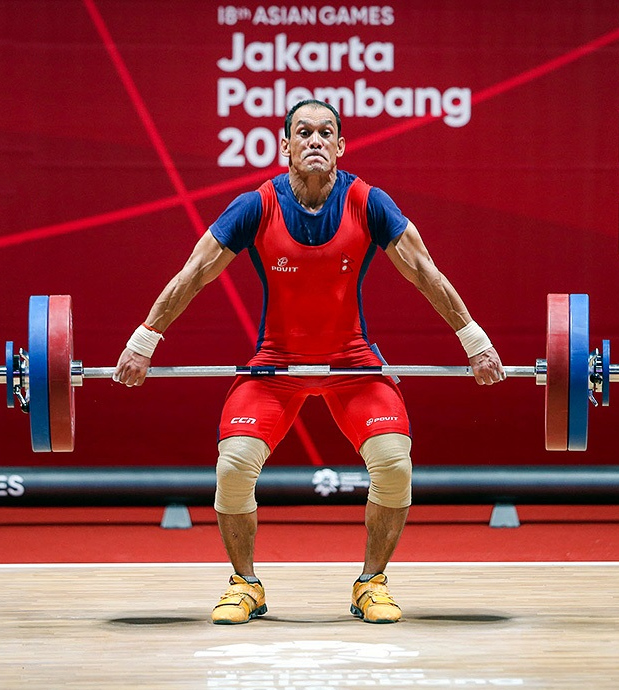
卡迈勒·巴哈杜尔·阿迪卡里

卡迈勒·巴哈杜尔·阿迪卡里（1977年7月20日—）是一名尼泊尔举重运动员，身高1.60米。2010年参加广州亚运会，以270千克的成绩获69公斤级比赛第十四名。